# Josh Warrington
Pour les articles homonymes, voir Warrington.
Josh Warrington est un boxeur anglais né le 14 novembre 1990 à Leeds.

## Carrière
Passé professionnel en 2009, il devient champion britannique des poids plumes en 2012 puis champion d'Europe EBU en 2014 et enfin champion du monde IBF de la catégorie le 19 mai 2018 après sa victoire aux points face à Lee Selby. Il conserve son titre également aux points contre Carl Frampton le 22 décembre 2018 et contre Kid Galahad le 15 juin 2019. Le 12 octobre 2019, il bat par arrêt de l'arbitre au 2e round Sofiane Takoucht et conserve son titre à domicile avant de le laisser vacant le 21 janvier 2021.
Le 13 février suivant, il est arrêté au 9e round de son combat contre Mauricio Lara. Warrington redevient pourtant champion IBF des poids plumes le 26 mars 2022 en battant par arrêt de l'arbitre au 7e round Kiko Martínez puis perd aux points contre Luis Alberto Lopez le 10 décembre 2022.